# Messor barbarus

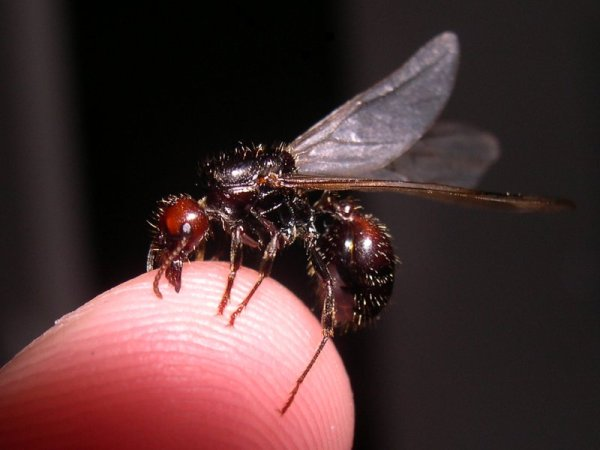
Самка жнеца Messor barbarus.

Messor barbarus (лат.) — вид муравьёв-жнецов рода Messor (триба Stenammini, подсемейство Мирмицины). Встречается в странах Северной Африки и Южной Европы.

## Описание
Муравьи мелких и средних размеров. Характерна монофазная аллометрия, при этом Messor barbarus имеет широкий диапазон размеров тела рабочих (3,4—12,1 мм). Стебелёк между грудкой и брюшком состоит из двух члеников: петиолюса и постпетиолюса (последний чётко отделён от брюшка), жало развито, куколки голые (без кокона). Собирают семена растений.
Среди паразитоидов отмечен хальцидоидный наездник Eucharis adscendens (Fabricius, 1787) из семейства Eucharitidae.

## Распространение и экология
Западная Палеарктика, включая Ближний Восток, Северную Африку, Испанию, Италию, Португалию, Румынию, Францию, Югославию.
Активность Messor barbarus ограничивается температурой и внутренними признаками. Кормовая активность высока до тех пор, пока температура поверхности находится в диапазоне от 15 до 35C°, что обычно происходит с начала мая до середины октября, с временным спадом в конце сентября или начале октября, вызванным размножением колоний.

## Поведение

### Фуражировка
Messor barbarus действует в соответствии с теорией оптимального кормления, которая предсказывает, что избирательность муравьёв возрастает с увеличением богатства ресурсов в районе, а также с увеличением расстояния от начального места. Тропы также различались в зависимости от относительного изобилия ресурсов, предоставляемых муравьиным популяциям. Высокочастотные тропы имели более высокую среднюю норму на одного рабочего, что означало, что по этим тропам сборщики возвращали больше ресурсов с большей эффективностью. Эти тропы привлекали больше кормовых муравьёв для сбора семян в целом, и кормовые муравьи возвращали семена с большей скоростью на душу населения. Эта закономерность указывает на то, что относительное обилие пищи на разных тропах влияет на характер кормового поведения Messor barbarus. На тропах, проходящих на большие расстояния, муравьи демонстрируют поведение, связанное с сильной химической маркировкой предпочитаемых семян, что позволяет создавать и поддерживать маршрут.
У муравья-жнеца Messor barbarus обнаружено, что следовой феромон находится в железе Дюфура, а защитные сигнальные вещества вырабатываются в ядовитой железе. Для обеих желез рабочие особи M. barbarus демонстрируют монофазный и неизометричный рост с наклонами аллометрических линий регрессии меньше 1. Наибольший отклик на следообразование вызывает секреция железы Дюфура у средних рабочих, ответственных за большую часть кормовой деятельности у M. barbarus. Агрессивное поведение чаще наблюдается при наличии выделений ядовитых желез у рабочих среднего и крупного размера. Интенсивность реакции следообразования, однако, не связана с объемом железы Дюфура. Более того, самый высокий отклик, вызываемый железами средних рабочих, отражает специализацию этого размерного класса в большинстве случаев на кормовой деятельности и наборе следов. Ядовитые железы M. barbarus также монофазно растут с размером тела рабочих. Более агрессивная реакция на ядовитые железы рабочих среднего и крупного размера может быть объяснена увеличением объема желез и, следовательно, большим количеством доступных защитных соединений. Как и у M. pergandei, у которого боевые задачи не были связаны с размером тела рабочих, результаты по M. barbarus не свидетельствуют о какой-либо морфологической или химической специализации экзокринных желез более крупных рабочих для защиты гнезда.

### Разделение труда
Мелкие семена, такие как фрагменты овса или семена канареечника, являются предпочтительными для запуска процесса рекрутирования и мобилизации сбора в популяциях Messor barbarus. Это связано с тем, что они обеспечивают более высокую скорость возвращения между первоначальным обнаружением источника пищи и последующим возвращением разведчиков к гнезду для передачи информации в большую популяцию. Тропа корректируется флотом первоначальных разведчиков, которые улучшают схемы сбора, чтобы выбрать предпочтительный размер семян. Рабочие муравьи делятся на три разных класса по размеру, которые, в свою очередь, соответствуют размеру собираемых семян. Все муравьи участвуют в процессе прокладывания троп, но внутри размерных классов они играют разные роли. Большинство муравьёв на арене сбора урожая — это муравьи средних размеров, которые отвечают в основном за прокладку троп. Мелкие муравьи наиболее эффективны при переносе мелких семян, таких как фрагменты овса. Крупные муравьи в основном участвуют в сборе крупных или более предпочтительных видов семян. Коллективные действия M. barbarus направлены на минимизацию кормового времени, а не на максимизацию энергетической отдачи от собранного материала. В целом, групповая кооперация позволяет успешно балансировать между выгодами от максимального использования пищи и энергетического прироста всей колонии и издержками, связанными с повышенным риском хищничества.
Эти различные классы рабочих взаимодействуют при транспортировке семян, часто образуя транспортную цепочку. Первые рабочие, как правило, мелкие или среднего размера, что соответствует высокому коэффициенту загрузки. Более низкий коэффициент загрузки соответствует более крупным рабочим, которые стремятся к концу транспортной цепочки, перенося более крупные грузы для колонии. В целом эта стратегия сокращает время транспортировки к гнезду и приводит к чистой выгоде для колонии.

### Выбор мест скопления
Исследования показали, что единственным надежным предиктором поведения муравьев была масса собранных семян; семена весом менее 0,4 мг выбирались редко. Муравьи-разведчики возвращают мелкие семена во время первоначального сбора, поскольку на возвращение таких семян в популяцию уходит меньше времени. Последующий выбор места скопления зависит не от прямого сравнения потенциальных мест каждым отдельным разведчиком, а от механизмов химических троп, которые усиливают рекрутирование на более урожайные тропы. В результате при наличии множества вариантов мест скопления колонии будут дифференцированно фуражировать в богатых ресурсами регионах. Такое поведение является результатом коллективного решения от имени группы, принимаемого независимо действующими особями популяции. M. barbarus также прекращает фуражировку в месте скопления, когда запасы пищи иссякают.

### Взаимодействие с другими муравьями и грабеж семян
В тех случаях, когда колония пересекает пути или помещает семена в районы других колоний, часто начинаются ожесточенные бои. Муравьи, собирающие семена, обычно направляют свои пути таким образом, чтобы не нарушать пути других колоний, собирающих семена, поскольку участие в конфликте, скорее всего, снижает способность колонии максимизировать эффективность сбора. В некоторых случаях конкуренция за вмешательство проявляется во внутрипопуляционном грабеже семян. В одном из исследований было показано, что популяции Messor barbarus грабят семена молочая (Euphorbia characias) у других муравьиных популяций, в частности у муравьёв Tapinoma nigerrimum. Такое поведение относительно распространено и осуществляется путем прямого изъятия собранных семян из популяций перемещающихся муравьев или через более косвенные механизмы защиты территории, демонстрации физической угрозы и стычек, химически индуцированных отпугивающих средств и выкапывания гнезд. Такое поведение влияет на процессы появления всходов у E. characias, который зависит от мирмекохории, рассеивания семян муравьями, чтобы перенести свои семена в подходящие места для выживания и размножения.

### Чернотелки
На юго-востоке Испании обнаружено необычное мирмекофильное поведение жука-чернотелки Scaurus uncinus (Forster, 1771) (Coleoptera Tenebrionidae), проникающего в гнезда муравьев-жнецов Messor barbarus. Жуки проникают внутрь муравьиных гнезд, используя относительно примитивную стратегию, основанную только на грубой силе, которую авторы назвали «brute force entries» («грубым проникновением»). Учёные изучали взаимодействие этих двух видов в полевых и лабораторных условиях в течение шести лет и подтвердили, что особи S. uncinus тратят значительные усилия, чтобы проникнуть в муравьиные гнезда, несмотря на то, что муравьи яростно атакуют их, до такой степени, что жуки теряют ноги и усики в процессе.

### Средство борьбы с сорняками на зерновых культурах
M. barbarus — потребитель семян на зерновых полях. Это полезно для сельскохозяйственных культур, поскольку служит одной из форм борьбы с сорняками. Есть некоторые данные, указывающие на то, что фуражировка муравьёв-жнецов может привести к снижению общего урожая. Однако исследования показывают, что реальное влияние этой гипотезы минимально: в среднем на 0,2 % снижается потенциальный урожай из-за муравьиного сбора семян в популяциях недавно посеянных семян и в среднем на 0,6 % снижаются потери урожая при уборке. Таким образом, негативное воздействие на урожайность перевешивается преимуществами, которые получают сельскохозяйственные культуры благодаря функции муравьёв-жнецов по борьбе с сорняками.

## Классификация
Вид был впервые описан в 1767 году шведским натуралистом Карлом Линнеем под названием Formica barbara Linnaeus, 1767.

### Подвиды
- Messor barbarus barbarus Linnaeus, 1767
- Messor barbarus gallaoides Santschi, 1929
- Messor barbarus mediosanguineus Donisthorpe, 1946
- Messor barbarus nigricans Santschi, 1929
- Messor barbarus politus Karavaiev, 1912
- Messor barbarus sahlbergi Forel, 1913
- Messor barbarus santschii Emery, 1908